# 5956 d'Alembert
5956 d'Alembert è un asteroide della fascia principale. Scoperto nel 1988, presenta un'orbita caratterizzata da un semiasse maggiore pari a 2,7109699 UA e da un'eccentricità di 0,2920437, inclinata di 8,97115° rispetto all'eclittica.
Dal 22 luglio al 19 ottobre 1994, quando 6000 United Nations ricevette la denominazione ufficiale, è stato l'asteroide denominato con il più alto numero ordinale. Prima della sua denominazione, il primato era di 5924 Teruo.
L'asteroide è dedicato al fisico francese Jean Baptiste Le Rond d'Alembert.